# David Van Tieghem
David Van Tieghem (21 de abril de 1955 (69 años) es un compositor, músico, percusionista, baterista, tecladista, intérprete, artista y actor ocasional estadounidense, famoso por su filosofía de utilizar cualquier objeto disponible como instrumento de percusión y por sus colaboraciones con emblemáticos artistas experimentales de rock como Laurie Anderson, Brian Eno y David Byrne.

## Reseña biográfica
Van Tieghem nació el 21 de abril de 1955 en Washington D. C. aunque se crio en Ridgewood (Nueva Jersey). Es el hijo primogénito de la artista y educadora Joan Ruth Stumpf y del pintor, escultor y diseñador Richard Francis Van Tieghem. Su hermano es Richard Joseph Van Tieghem. Está casado con la artista Cate Woodruff y tienen una hija, la actriz Zoë Van Tieghem.
Estudió percusión con Justin DiCioccio, de LaGuardia High School of Performing Arts, en Nueva York. Más tarde asistió a la Escuela de Música de Manhattan como estudiante del pionero de la percusión moderna Paul Price.

## Carrera
Su debut artístico tuvo lugar en 1977 con actuaciones de percusión-teatro en solitario por todo el mundo que incluyen el Carnegie Hall, la serie Compositores Showcase y la Serious Fun! Festival en el Lincoln Center. 
Entre 1978 y 1983 participó en bandas sonoras y se dedicó a la composición de obras. Especialmente significativa es la edición en 1981 de una obra de videocreación, llamada Ear To The Ground, en la que, mediante el uso de baquetas golpeando contra elementos cotidianos de Manhattan, se producía una composición musical.
Como percusionista independiente ha trabajado para grabaciones de artistas como Steve Reich, Laurie Anderson, Brian Eno, Talking Heads, David Byrne, Jerry Harrison, Pink Floyd, Stevie Nicks, Nona Hendryx, Peter Gordon and the Love of Life Orchestra, Arthur Russell, Howard Shore, Robert Fripp, Deborah Harry y Chris Stein de Blondie, Nick Rhodes y Simon LeBon de Duran Duran, Adrian Belew, Chris Spedding, Robert Gordon, John Cale, Mike Oldfield, Tracy Bonham, Ryuichi Sakamoto, Arto Lindsay, Bill Laswell, Jon Gibson, Ned Sublette, Tony Williams, Lenny Pickett, Richard Peaslee, Michael Nyman, Jerry Marotta, John Zorn, Anton Fier, Elliott Murphy, Robert Ashley, Carson Kievman, Happy Traum y NEXUS Percussion.
En 1984 se editó su primer álbum en solitario, titulado These Things Happen, con el sello Warner Bros. Records. 
Tres años después de su debut discográfico vio la luz su segundo álbum de estudio, Safety In Numbers, editado en 1987 por la discográfica Private Music. El video musical de la canción Galaxy obtuvo una significativa difusión.
Su tercer álbum de estudio, Strange Cargo, fue editado en 1989 también por la discográfica Private Music.
Desde 1989 Van Tieghem ha estado componiendo música, interpretando para producciones musicales de Broadway y Off-Broadway, así como algunas partituras para cine. En 1996 recibió una nominación al Drama Desk Prize en la categoría al Mejor Diseño de Sonido (por The Gray Zone) y obtuvo un Obie por la Excelencia Sostenida de la Música. En 1998 su trabajo  How I Learned to Drive fue galardonado con el Premio Pulitzer, y la obra fue protagonizada hasta 1999 en el Mark Taper Forum de Los Ángeles por Molly Ringwald, con el director y equipo de diseño original. También en 1998 Van Tieghem fue nominado por el Mejor Diseño de Sonido para la obra Scotland Road.

## Discografía
David Van Tieghem ha firmado hasta 2017 cinco discos de estudio y algunos sencillos en solitario.
Discos de estudio
- These Things Happen (Warner Bros. Records, 1984)[11]
- Safety In Numbers (Private Music, 1987)[12]
- Strange Cargo (Private Music, 1989)[13]
- Thrown For A Loop (Autoedición, 2009)[14]
- Fits & Stars (Rvng Intl., The Sound Of White Columns, 2013)[15]

Singles
- These Things Happen (remixes) (Warner Bros. Records, 1984)[16]
- In-A-Gadda-Da-Vida (Wide Angle, 1986)[17]
- Galaxy (Private Music, 1987)[18]
- The Women (Boomer remix) (Autoedición, 2014)[19]
- Winter Summer (con Peter Gordon) (Foom, 2016)[20]